# 九曜文庫本源氏物語
九曜文庫本源氏物語（くようぶんこほんげんじものがたり）とは、源氏物語の写本のこと。現在九曜文庫の所蔵となっているためこの名称で呼ばれる。

## 概要
本写本は大正時代から昭和時代にかけて活動した国文学者の野村八良（1881年（明治14年）3月14日－1966年（昭和41年）1月30日）が1924年（大正13年）11月に東京神田の古書店「細川書店」から入手しその所蔵となった写本であり、1925年（大正14年）時点で「源氏物語　五十四帖及系図　粘葉装　（野村八良蔵）」と紹介されている。後に早稲田大学名誉教授の中野幸一のものとなり、同人の個人コレクションである九曜文庫に入った。54帖の揃い本であり、その他に系図1帖が附されている。系図は三条西実隆が整えた「実隆本」ではなくより古い「古系図」に属するものであり、宗祇の古系図と校合したとの跋文が付されている。嫁入本の形態の美しい装丁を持っており、箱の上蓋に「花山院筆」と記載されているが花山天皇の筆であるのかは不明である。

## 本文
本写本の本文系統について、野村は「流布本（＝湖月抄）と比較し大いに相違する」としたが、中野幸一は概ね青表紙本系統に属するとした。本写本は単独での影印本や翻刻本は存在せず、また『校異源氏物語』や『源氏物語大成校異編』といった主要な校本への採用は無い。